# Benoît Delbecq
Benoît Delbecq (Parijs, 1966) is een Franse jazzpianist en -componist.

## Biografie
Delbecq is geschoold als pianist van eigentijdse klassieke pianomuziek van o.a. John Cage, György Ligeti en Conlon Nancarrow. Hij behoort tot de medeoprichters van meerdere bands, waaronder het kwartet Painting met Steve Argüelles en de Recyclers met Argüelles en Noël Akchoté resp. Corin Curchellas. Met Guillaume Orti, Hubert Dupont en Benjamin Henocq formeerde hij in 1990 de band Kartet, die tot 2014 zes albums uitbracht. Met Serge Adams werkte hij samen in de bigband Quoi de Neuf Docteur en het project Jazz Mic Mac, waarmee hij toerde door Centraal-Afrika.
Verder werkte hij samen met o.a. Evan Parker, Steve Lacy, Derek Bailey, Marc Ducret, Gianni Gebbia, Louis Sclavis, François Houle, Lukas Ligeti en Mandhira de Saram. Hij componeerde ook film-, ballet- en toneelmuziek en trad op met de lyricus Olivier Cadiot. In 2010 trad hij op in het Steve Lehman Oktet tijdens het Moers Festival. Zijn trioalbum The Sixth Jump werd door The New York Times en AllAboutJazz als een van de beste albums van 2010 geclassificeerd. Evenals het album Circles and Calligrams werd het onderscheiden met een Grand Prix International de l'Académie Charles Cros. In 2012 speelde hij met Crescendo in Blue een album in met Duke Ellington-transcripties van zelden gespeelde nummers uit diens suites en balletmuziek.

## Discografie
- 1995: Jorrit Dijkstra/Benoît Delbecq: European Echoes
- 1996: François Houle/Benoît Delecq: Nancali
- 1999: Pursuit met Steve Argüelles, Jean-Jacques Avenel, Marc Ducret, François Houle, Michael Moore
- 2001: Nu-Turn, Soloalbum
- 2003: Phonetics met Emile Biayenda, Mark Helias, Oene van Geel
- 2005: François Houle/Benoît Delecq: La Lumiere de Pierres
- 2005: Antonin-Tri Hoang & Benoît Delbecq Aeroplanes, (Bee Jazz)
- 2011: Benoit Delbecq & François Houle: Because She Hoped (Songlines Recordings)
- 2012: Crescendo In Duke (Nato)
- 2014: Samuel Blaser & Benoît Delbecq & Gerry Hemingway: Fourth Landscape (Nuscope Recordings)
- 2015: Léandre & Delbecq & Houle: 14 Rue Paul Fort, Paris (Leo Records)
- 2018: Spots On Strips (Clean Feed)
- 2018: Delbecq / Dijkstra / Hollenbeck: Linger

- Bibliothèque nationale de France: cb13968268g (data)
- Gemeinsame Normdatei: 135054451
- International Standard Name Identifier: 0000 0000 5781 7733
- Library of Congress Control Number: no2006131388
- MusicBrainz: d73afb5a-fb40-470b-9fd2-17abc1b1abee
- Nationale Bibliotheek van Israël: 987007417350105171
- Système universitaire de documentation: 108117642
- Virtual International Authority File: 263516899
- WorldCat: E39PBJmXPg846K4QX83yvJmKh3